# Variante Zwei
Variante Zwei (englischer Originaltitel Second Variety, deutsch auch Die zweite Variante) ist eine Kurzgeschichte des US-amerikanischen Science-Fiction-Autors Philip K. Dick aus dem Jahr 1952. Sie erschien zunächst in der Zeitschrift Space Science Fiction im Mai 1953 und wurde in zahlreiche Kurzgeschichtensammlungen aufgenommen. Variante Zwei zählt zu den Klassikern von Dick. Sie behandelt eines seiner häufigst behandelten Themen, die Frage ob ein Mensch wirklich menschlich, und wie der echte vom simulierten Menschen zu unterscheiden ist. Die deutsche Übersetzung stammt von Bela Wohl.

## Inhalt
Wie in vielen Kurzgeschichten von Philip K. Dick, ist die Erde nach einem dritten Weltkrieg zwischen den zwei Weltmächten Sowjetunion und USA total zerstört. Zunächst hatten die Russen die Oberhand, doch dann entwickelten die Amerikaner eine Roboterarmee aus sogenannten Greifern, kleinen, autonomen Kampfeinheiten, die sich – mit zahlreichen Messern und Klingen ausgestattet –  auf den Gegner stürzen. Die Amerikaner schützen sich vor diesen Geräten durch Armbänder mit speziellen Sendern. In unterirdischen Fabriken fertigen und reparieren die Roboter sich selbst. Als sie beginnen, sich zu neuen Varianten weiterzuentwickeln, werden sie zur Gefahr für alle Menschen.
Ein russischer Soldat wird kurz vor dem Bunker der UN-Truppen von den Greifern getötet. Er trägt ein Angebot zu Verhandlungen bei sich. Major Hendricks macht sich daraufhin auf den Weg zu den russischen Linien. Unterwegs trifft er den verstörten Jungen David mit einem Teddy im Arm. Hendricks nimmt David mit.
Als Hendricks das Kellerversteck der Russen erreicht, feuern diese sofort auf David, der sich als ein Greifer herausstellt. Die zwei Männer Rudi und Klaus sowie die Frau Tasso berichten Hendricks, dass auf ihrer Seite alle Soldaten außer ihnen den Kampfrobotern zum Opfer gefallen seien. Die Roboter hätten sich weiter entwickelt und treten in verschiedenen Typen auf. Ein täuschend echt aussehender verwundeter Soldat als Variante Eins und der soeben getötete David als Variante Drei. Keiner weiß, wer oder was Variante Zwei sein könnte. Die Strategie der weiterentwickelten Greifer ist es, sich in das Vertrauen der Menschen einzuschleichen, um ihre Befestigungsanlagen zu infiltrieren. Die verschiedenen Varianten werden in unabhängigen Fabriken produziert. Das Armband gegen die Messerroboter hat bei ihnen keine Wirkung.
Im Bunker entwickelt sich jetzt eine Situation, in der sich die russischen Soldaten gegenseitig verdächtigen, Variante Zwei zu sein. Nachdem Rudi zu Unrecht getötet wurde, wird Klaus als Roboter enttarnt.
Nach einem Angriff der Greifer fliehen Hendricks und Tasso. Sie begeben sich zu einer Rettungsrakete, mit der sie die geheime Mondbasis, die Kommandozentrale der UN-Truppen und letzte Rückzugsmöglichkeit der Menschen, erreichen wollen. Die Rakete hat nur einen Sitz, weshalb der verwundete Hendricks Tasso den Vortritt lässt. Als Hendricks ziellos umherschlendert und den zerstörten Klaus inspiziert, sieht er dessen Produktlabel: Variante Vier. Ihm geht auf, dass Tasso Variante Zwei sein müsse. Er sieht den Untergang von sich und der Menschheit als Ganzem bevorstehen: Die vielen David- und Tassokopien nähern sich ihm, und einem Roboter hat er das Versteck auf dem Mond preisgegeben. Er tröstet sich damit, dass die Robotervarianten – sobald die Menschen eliminiert sind – den Kampf gegeneinander aufnehmen werden.

## Verfilmung
Die Geschichte wurde 1995 unter dem Titel Screamers – Tödliche Schreie verfilmt. 

## Sonstiges
Die Kurzgeschichte Jon's Welt (1954) von Philip K. Dick basiert auf der Erzählung Variante Zwei und spielt mehrere Jahre nach dem Krieg. Nachdem die Menschen von der Erde verdrängt worden waren, begannen die Greifer sich gegenseitig zu bekämpfen (worauf schon die Handgranaten der Tassos hinweisen, mit denen sie einige der Greifer zerstören). Letztendlich konnten die Menschen die Maschinen besiegen und wieder auf "Terra" zurückkehren.